# ساتورو ایواتا
ساتورو ایواتا (انگلیسی: Satoru Iwata؛ زاده ۶ دسامبر ۱۹۵۹ - درگذشته ۱۱ ژوئیهٔ ۲۰۱۵) یک مدیر عامل اجرایی اهل ژاپن بود.